# Nowooktiabrskij (przystanek kolejowy)
Nowooktiabrskij (ros. Новооктябрьский) – przystanek kolejowy w miejscowości Wołchow, w rejonie wołchowskim, w obwodzie leningradzkim, w Rosji. Położony jest na linii Wołchow – Czudowo.